# Новлянки
Новлянки — деревня в Дмитровском районе Московской области, в составе городского поселения Дмитров. Население — 16 чел. (2010). До 2006 года Новлянки входили в состав Целеевского сельского округа.

## Расположение
Деревня расположена в центральной части района, примерно в 10 км южнее Дмитрова, на безымянном правом притоке реки Икшанка (левый приток реки Икша), высота центра над уровнем моря 203 м. Ближайшие населённые пункты — Шуколово на северо-востоке, Данилиха на юго-востоке и Боброво на западе.

## Население
| 2002 | 2006 | 2010 |
| ---- | ---- | ---- |
| 11   | ↗13  | ↗16  |

### В искусстве
В 1976 году Юрий Визбор написал песню «Деревня Новлянки».